# Diasies
Les Diasies (en grec ancien τὰ Διάσια / tà Diásia) sont des fêtes athéniennes célébrées en l'honneur de Zeus Meilichios (de). Elles avaient lieu le 23 anthestérion (autour du début mars), et il s'agissait, selon Thucydide, de la plus grande fête de Zeus célébrée à Athènes.

## Zeus Meilichios
Zeus Meilichios était un dieu bienveillant et clément; d'abord divinité de la végétation, il fut ensuite un dieu qui purifiait les meurtriers de leur crime,. S'il s'agissait bien d'une divinité hellénique, des étrangers (non-grecs) cherchaient sans doute son secours, comme le montrent des ex-voto découverts au Pirée, qui assimilaient probablement la divinité à des dieux nationaux. Cette divinité avait un caractère chtonien et mystérieux, et elle est représentée sous une forme tout d'abord aniconique (par exemple, une stèle portant son nom), plus tard anthropomrphique, ou encore sous forme d'un serpent.

## Histoire
Cette fête est une des plus anciennes fêtes grecques de l'Attique et elle a été très importante. Cependant, elle a progressivement été concurrencée par le développement du culte de Dionysos et les fêtes des Lénéennes et des Anthestéries qui se tenaient à des dates relativement proches, si bien qu'elle a perdu de son prestige à l'époque classique.

## Déroulement

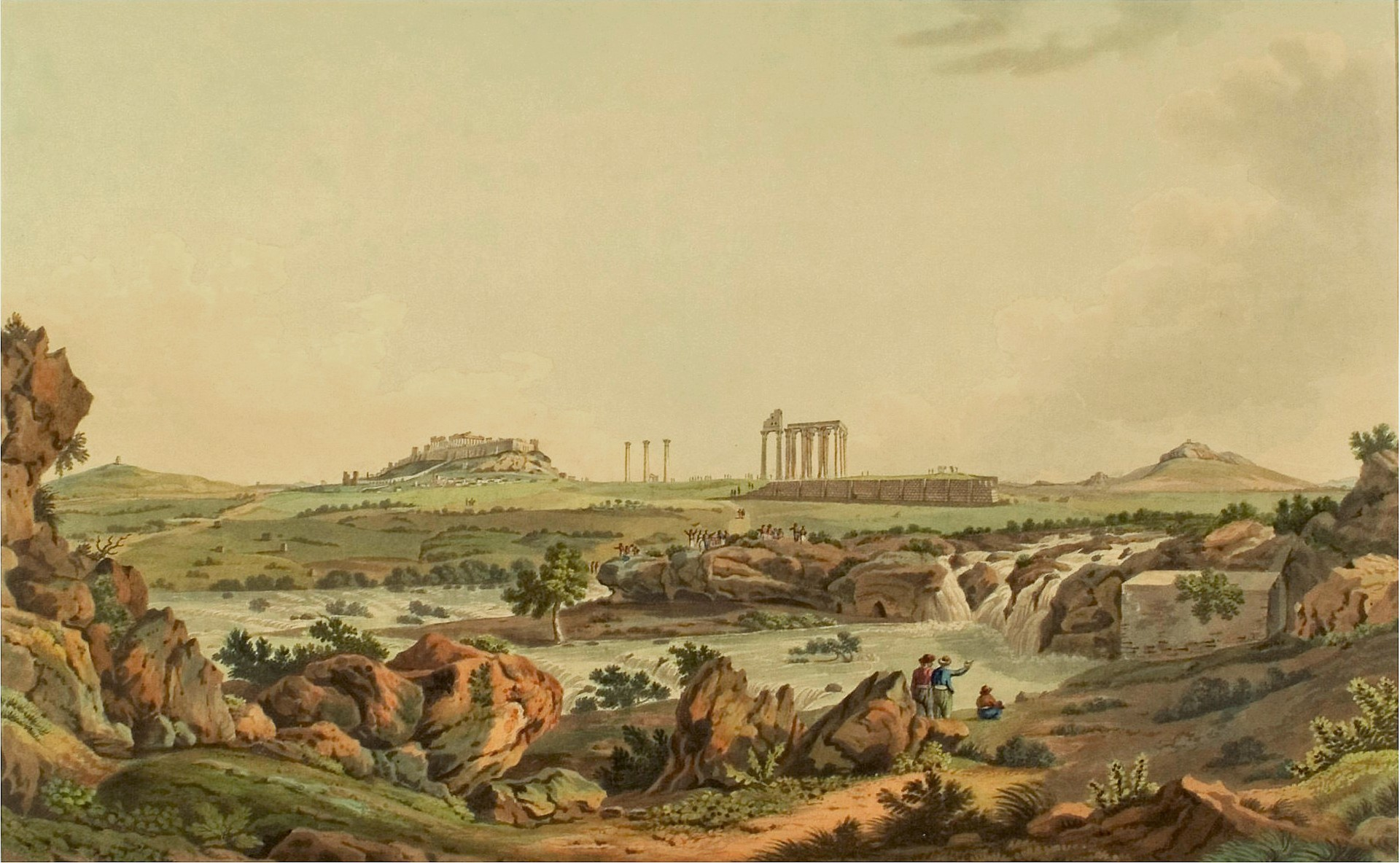
Vue de l'Ilissós par Edward Dodwell, 1821. À l'arrière-plan, le temple de Zeus Olympien et l'Acropole.

Le 23 anthesterion, au début du mois de mars, à l'extérieur des murs d'Athènes (selon Thucydide), probablement à proximité du fleuve Ilisos et pas très loin de l'Olympéion, on célébrait donc les Diasies, une grande et très ancienne fête populaire du printemps. Durant cette journée dédiée à Zeus Meilichios, les autorités et la population offraient différents sacrifices de bétail, et se livraient, après le coucher du soleil ou la nuit à des cérémonies au caractère mystérieux,.
Il y avait des sacrifices publics et privés. Le sacrifice public, conduit par l'archonte roi, se tenait sur l'autel commun de Hestia, qui se trouvait dans le Prytanéion. Par ailleurs, dans les maisons privées d'une certaine importance, il y avait toujours un autel, et le chef de la famille y menait des cérémonies similaires. Le sacrifice public était suivi de cérémonies religieuses auxquelles assistaient tous les habitants de l'Attique. On sacrifiait à Zeus principalement des cochons, mais aussi des agneaux et des béliers, tandis que des offrandes étant aussi faites à Déméter, Koré et d'autres divinités des mystères.
Le caractère des sacrifices à Zeus était sans doute essentiellement propitiatoire et exigeait sans doute un holocauste de victimes vivantes: la victime était complètement brûlée, si bien qu'il n'y avait aucune possibilité pour les fidèles de consommer sa chair. Mais on pouvait aussi offrir des offrandes moins onéreuses, sous forme des gâteau en forme d'animal, et il est probable qu'elles aient été le fait de gens qui plutôt pauvres ,. On suppose également que le vin était interdit dans les libations, et que l'on buvait seulement de l'eau pure ou de l'eau avec du miel. 

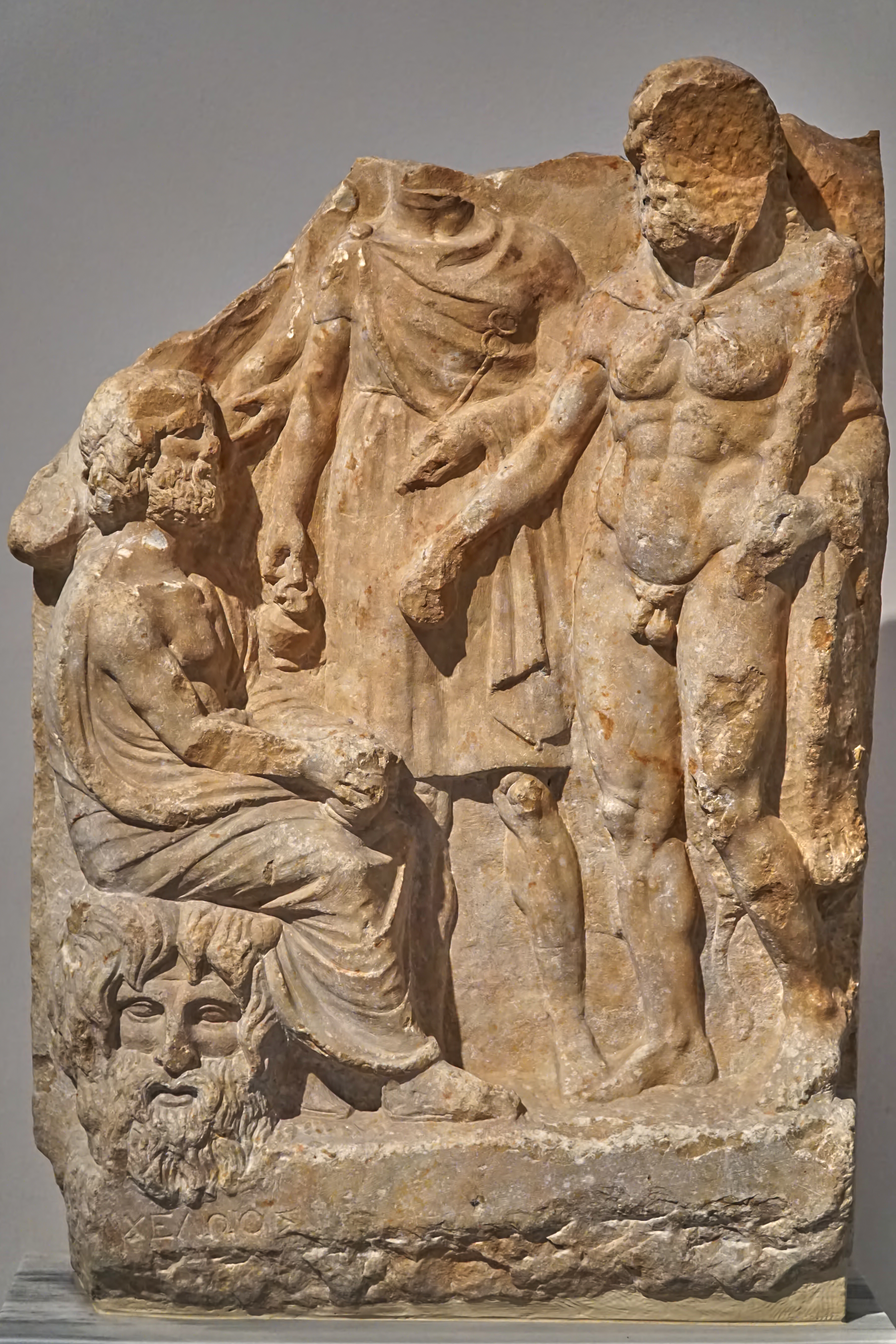
Relief votif en marbre découvert dans l'Ilissós, près de la source de Callirrhoé. À gauche, Zeus Meilichios, assis. Sur son siège, un masque du fleuve Acheloos. Derrière, une figure féminine (brisée) avec une corne d'abondance dans sa main gauche et un bol dans sa main droite: Callirrhoé, fille d'Acheloos. À côté d'elle, Hermès tenant un caducée dans la main gauche et une oenochoé tréflée dans la droite. Enfin, Héraclès, qui tient sa massue de la main gauche. Première moitié du Musée national archéologique d'Athènes (Descriptif, résumé, du musée).

Les textes qui nous sont parvenus laissent entendre que cette fête était aussi marquées par la tristesse et le chagrin, ce qui évoque les moments de tristesse et de deuil que vivaient les participants aux grandes fêtes des Mystères. Ce qui n'empêche pas qu'il y ait également eu des réjouissances, puisqu'on on offrait des jouets aux enfants, en particulier des petit chars, et, probablement à partir de l'époque gréco-romaine, des concours oratoires. Il y avait aussi des spectacles et, pour les célébrants, des banquets, des hymnes et des compétitions équestres.

## Dans la littérature
Thucydide, au livre I de La Guerre du Péloponnèse (ouvrage écrit à la fin du Ve siècle av. J.-C.) évoque Cylon (VIIe siècle av. J.-C.), qui se révolta contre Athènes. Il consulte l'oracle de Delphes, et le dieu lui enjoint de prendre l'Acropole d'Athènes « lors de la plus grande fête de Zeus »; et Thucydide ajoute: « Or, il y a, à Athènes, les Diasies, qui passent pour la plus grande fête de Zeus Meilichios ; elles se célèbrent en dehors de la ville ; tout le peuple offre des sacrifices, non pas des victimes sanglantes, mais les produits de la contrée. »
Dans Les Nuées (composée en 423 av. J.-C.), Aristophane met dans la bouche de Tourneboule (Strepsiade) les propos suivants: « Tout juste, auguste ! C'est ça qui m'est arrivé un jour aux Fêtes des printemps [litt. : aux Diasies] : je faisais cuire une panse de bœuf pour ma famille, et toc ! j'avais oublié de l'inciser : elle gonfle, et tout à coup, elle m'a éclaté en plein dans les yeux, m'embrenant de sa giclée et me brûlant la figure ! »
Dans Icaroménippe ou le voyage aérien, Lucien de Samosate (IIe siècle) met en scène le philosophe Ménippe et Zeus. Celui-ci pose au premier des questions sur la vie sur terre et lui demande pourquoi on ne célèbre plus les Diasies depuis plusieurs années.

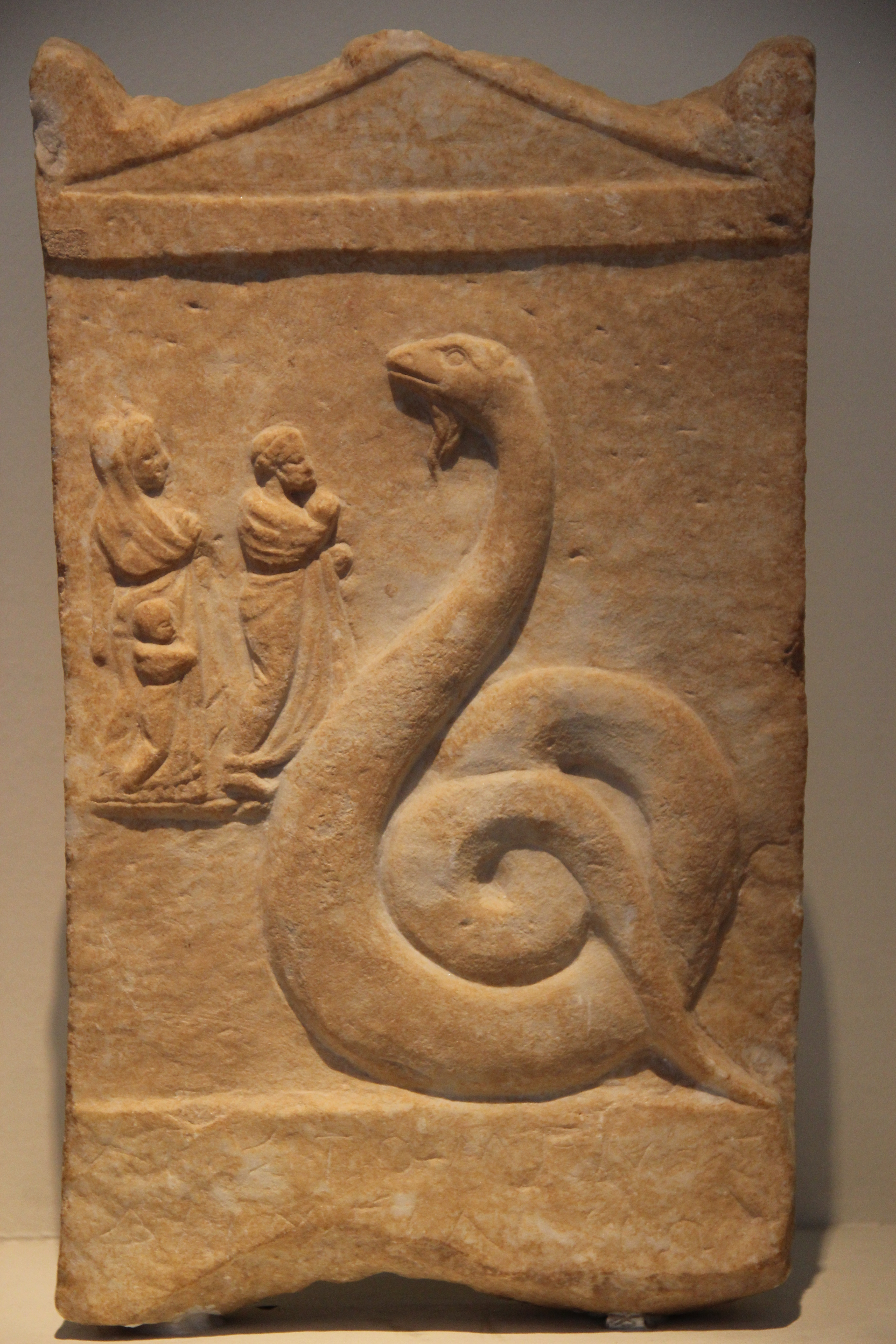
Relief votif en marbre dédié à Zeus Meilichios représenté sous forme d'un serpent. 350-300 av. J.-C.